# Lesznowola (gromada w powiecie grójeckim)
Lesznowola – dawna gromada, czyli najmniejsza jednostka podziału terytorialnego Polskiej Rzeczypospolitej Ludowej w latach 1954–1972.
Gromady, z gromadzkimi radami narodowymi (GRN) jako organami władzy najniższego stopnia na wsi, funkcjonowały od reformy reorganizującej administrację wiejską przeprowadzonej jesienią 1954 do momentu ich zniesienia z dniem 1 stycznia 1973, tym samym wypierając organizację gminną w latach 1954–1972.
Gromadę Lesznowola z siedzibą GRN w Lesznowoli utworzono – jako jedną z 8759 gromad – w powiecie grójeckim w woj. warszawskim, na mocy uchwały nr VI/10/5/54 WRN w Warszawie z dnia 5 października 1954. W skład jednostki weszły obszary dotychczasowych gromad Chudowola, Duży Dół, Głuchów, Kośmin, Las Lesznowolski, Lesznowola, Mirowice i Gościeńczyce (z wyłączeniem kolonii Gościeńczyce i wsi Żelisławów) oraz kolonia Zakrzewska Wola z dotychczasowej gromady Maciejowiceze zniesionej gminy Kobylin w tymże powiecie. Dla gromady ustalono 17 członków gromadzkiej rady narodowej.
1 stycznia 1958 z gromady Lesznowola wyłączono część obszaru wsi Głuchów włączając ją do gromady Bikówek w tymże powiecie.
31 grudnia 1961 do gromady Lesznowola włączono obszar zniesionej gromady Kopana (bez wsi Rembertów) oraz wieś Wysoczyn z gromady Tarczyn w tymże powiecie.
Gromada przetrwała do końca 1972 roku, czyli do kolejnej reformy gminnej.